# فريتز لندن
فريتز فولفجانج لندن (بالألمانية: Fritz London)‏ (7 مارس 1900 - 30 مارس 1954) فيزيائي ألماني، ومن أهم مساهماته هي
نظرياته عن الترابط الكيميائي للقوى بين الجزيئية أو ماتسمى تشتت قوى لندن والتي تعتبر كلاسيكية في الوقت الحالي وتتم مناقشتها في كتب الكيمياء الفيزيائية النموذجية.
قدم لندن بمشاركة أخيه هاينز مساهمة كبيرة في فهم الخصائص الكهرومغناطيسية من الموصلات الفائقة (انظر المعادلات لندن).

## السيرة الذاتية
ولد لندن في برسلاو - سيليزيا بألمانيا (الآن فروتسواف ، بولندا) في 1900. وبعد أن مرر حزب هتلر النازي القوانين العنصرية 1933 خسر لندن مركزه في جامعة برلين. تولى منصب أستاذ زائر في كلا من انكلترا وفرنسا ثم هاجر في سنة 1939 إلى الولايات المتحدة. وتجنس سنة 1945. وقد أصبح لندن أواخر حياته استاذا في جامعة ديوك. ونال ميدالية لورنتز في 1953. وقد توفي في دورهام، كارولاينا الشمالية سنة 1954.

## روابط خارجية
- فريتز لندن على موقع الموسوعة البريطانية (الإنجليزية)